# Montes Totes
Os Montes Totes  (Totes Gebirge em alemão), é um maciço montanhoso que se encontram nas regiões de Estíria, e da  Alta Áustria, na Áustria. O ponto mais alto é o  Großer Priel com 2.515 m.

## Localização
Os Montes Totes têm a Leste os Pré-Alpes da Alta Áustria, a Leste os Alpes de Ennstal, a Sudeste montes da secção dos Alpes Tauern orientais, a Sudoeste  e os Montes de Dachstein, e a Oeste Montes de Salzkammergut.

## SOIUSA
A Subdivisão Orográfica Internacional Unificada do Sistema Alpino (SOIUSA) dividiu os Alpes em duas grandes Partes: Alpes Ocidentais e Alpes Orientais, separados pela linha formada pelo  Rio Reno - Passo de Spluga - Lago de Como - Lago de Lecco.
Os Alpes de Salzkammergut e da Alta Áustria são formados pelos Montes de Dachstein, Montes de Salzkammergut, os Montes Totes, e os Pré-Alpes da Alta Áustria.

### Classificação  SOIUSA

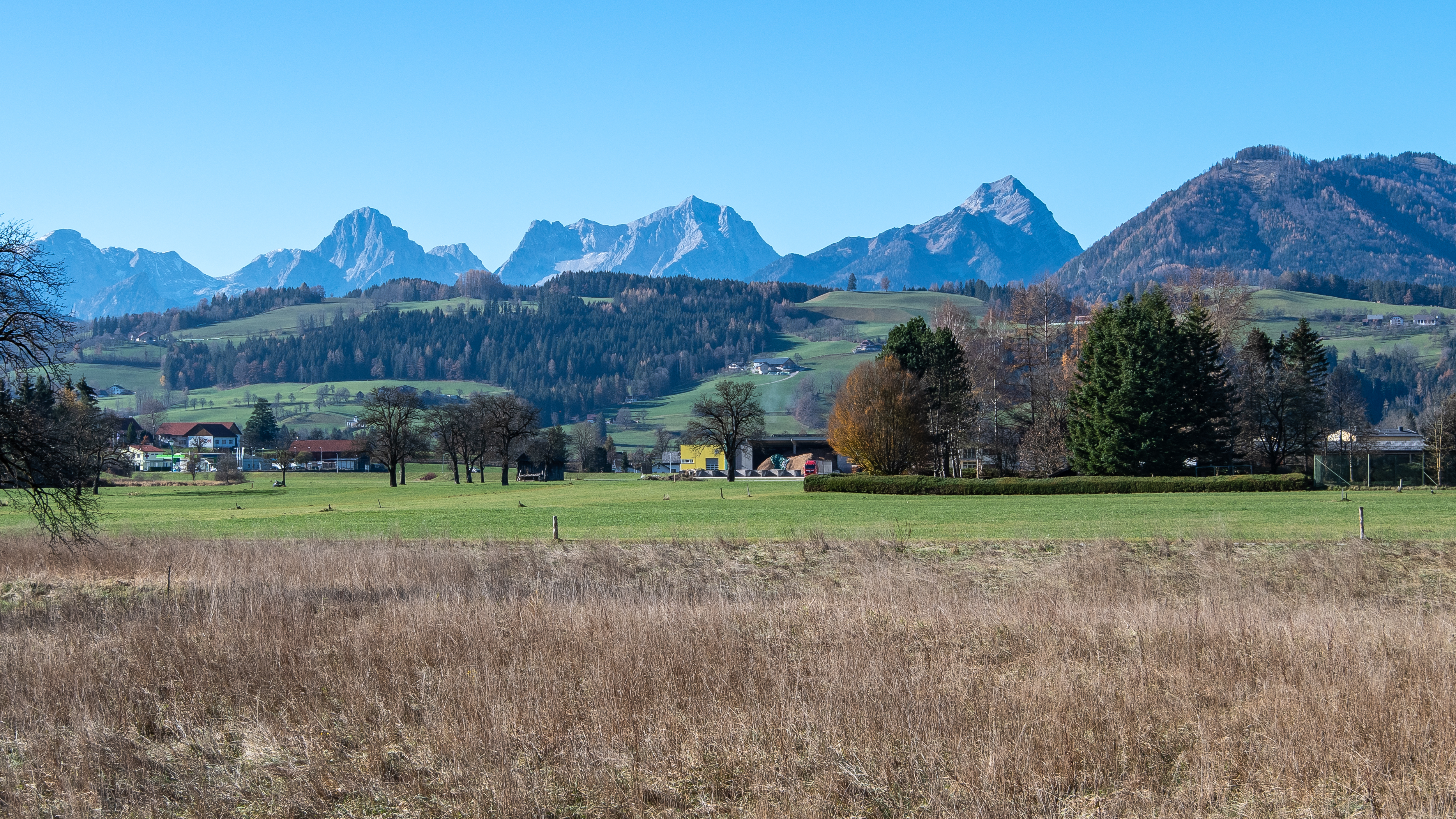
Prielgruppe

Segundo a SOIUSA este acidente geográfico é uma Sub-secção alpina com as seguintes características:
- Parte = Alpes Orientais
- Grande sector alpino = Alpes Orientais-Norte
- Secção alpina = Alpes de Salzkammergut e da Alta Áustria
- Sub-secção alpina =  Montes Totes
- Código = II/B-25.III